# Włodzimierz Dmytryszyn
Włodzimierz Dmytryszyn (ur. 1905 w Krakowie, zm. 1992 w Katowicach) – polski malarz.

## Życiorys
W czasach gimnazjalnych walczył jako ochotnik w III powstaniu śląskim. Studiował na Akademii Sztuk Pięknych w Krakowie w pracowniach Władysława Jarockiego i Fryderyka Pautscha, a następnie kontynuował naukę w Studium Kształcenia Nauczyli Rysunku przy warszawskiej Akademii Sztuk Pięknych. Po zakończeniu studiów pracował w szkołach rysunku i malarstwa, podczas okupacji hitlerowskiej przebywał w Palestynie i Południowej Afryce. Tworzył pejzaże, sceny rodzajowe i martwe natury, posługiwał się techniką olejną stosując szeroką gamę kolorów. Poza krajem wystawiał na Węgrzech, w Egipcie, Południowej Afryce i Jugosławii.